# Monguel
Monguel es una comuna o municipio del departamento de Monguel, en la región de Gorgol, en Mauritania. 

## Demografía
En marzo de 2013 presentaba una población censada de 6010 habitantes.

## Ubicación
Se encuentra ubicada al suroeste del país, sobre el desierto del Sahara, cerca de la frontera con Senegal.